# Gronau (Leine)
Gronau is een gemeente in de Duitse deelstaat Nedersaksen, en maakt evenals Duingen en Eime deel uit van de Samtgemeinde Leinebergland in de Landkreis Hildesheim. In het stadje Gronau is het bestuur van deze nieuwe Samtgemeinde gevestigd.
Gronau telt  5.413 inwoners. Blijkens een door de Duitse Wikipedia geraadpleegde overheidsstatistiek van de deelstaat Nedersaksen, had de gemeente Gronau (Leine) per 31-12-2020 10.711 inwoners. Volgens dezelfde bron had Duingen 4.894 en Eime 2.555 inwoners; het totale aantal inwoners van de Samtgemeinde Leinebergland bedroeg 18.160.

## Gemeente
Gronau maakte, samen met Eime, tot november 2016 deel uit van de Samtgemeinde Gronau (Leine). Deze fuseerde met de Samtgemeinde Duingen tot Leinebergland. Tegelijkertijd werden alle deelnemende gemeenten met uitzondering van de gemeente Eime bij elkaar gevoegd en gingen de nieuwe gemeente Gronau vormen. De oude Samtgemeinde Gronau (Leine) bestaat naast het stadje Gronau en Eime uit de dorpen:
- Banteln, ten zuidwesten van Gronau, aan de Leine
- Betheln, ten noorden van Gronau
  - Eddinghausen, zie Betheln, waarvan het tot 2016 deel uitmaakte
  - Haus Erschede, een voormalig kloostergoed, zie Betheln, waarvan het tot 2016 deel uitmaakte
- Brüggen, 4½ km ten zuiden van Gronau, aan de Leine
- Despetal, een voormalige gemeente, die bestaat uit de drie daaronder beschreven dorpen:
  - Barfelde, ten oosten van Gronau
  - Eitzum
  - Nienstedt
- Dötzum, een gehucht met 75 inwoners twee km ten oosten van Gronau
- Rheden, twee km ten zuiden van Gronau
  - Heinum, zie Rheden, waarvan het tot 2016 deel uitmaakte
  - Wallenstedt, zie Rheden, waarvan het tot 2016 deel uitmaakte

Deze 12 dorpen en gehuchten vormen samen met het eigenlijke stadje Gronau, de 13 stadsdelen van de huidige gemeente.

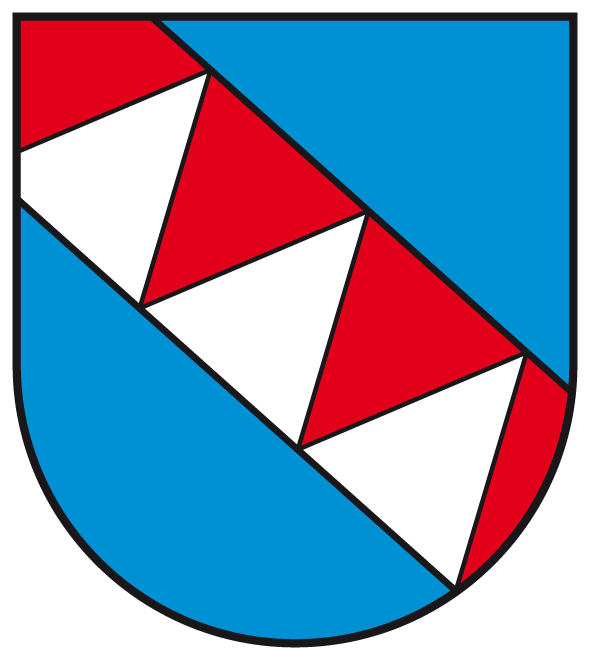
Wapen van Dötzum

Alle dorpen in de gemeente hebben in 1938 of 1939 een eigen wapen toegekend gekregen. Zie verder de artikelen over de diverse Ortsteile.

## Geografie, infrastructuur
Gronau ligt niet ver van de heuvelruggen van het Leinebergland aan de rivier de Leine, ten zuidwesten van de stad Hildesheim. Langs de westkant van het stadje loopt de Bundesstraße 3, de belangrijkste verkeersader van de gemeente.

## Economie
Gronau is van oudsher een industriestadje. In de periode 1970-2000 is echter veel grootschalige industrie, waaronder een suikerfabriek, uit het stadje verdwenen. Aan de noordoostkant en aan de westkant van Gronau bestaan nog twee, gemoderniseerde, industrieterreinen. Hier is vooral midden- en kleinbedrijf van lokaal en regionaal belang gehuisvest. Twee kleine fabrieken maken er remmen voor auto's en andere voertuigen, respectievelijk warmtewisselaars.
In de heuvelachtige omgeving van het Leinebergland is er veel wandel- en fietstoerisme.
In de talrijke dorpen rondom Gronau is het toerisme, meer nog dan de landbouw en veeteelt nog de belangrijkste bron van inkomsten. Ook zijn er in de heuvels nog enkele steengroeven in exploitatie, waar kalksteen wordt gewonnen.
Veel inwoners van de gemeente zijn forenzen, die een werkkring hebben in Hildesheim of Hannover.

## Geschiedenis
Gronau is een stadje, dat reeds sedert de middeleeuwen bestaat. Het werd planmatig in 1298 in opdracht van Siegfried II van Querfurt, bisschop van Hildesheim, gesticht als zuidwestelijke grensvesting, en wel in de uiterwaarden van de rivier de Leine. In 1427 trad Gronau in het kader van de zgn. Tohopesate toe tot de Hanze. Gronau deelde in het algemeen de historische lotgevallen van het Prinsbisdom Hildesheim.
Gronau werd diverse malen geteisterd door grote branden, waarbij soms meer dan de helft van het stadje verwoest werd. Deze branden deden zich voor in 1317, 1518 (tijdens de Hildesheimse Stichtsoorlog), 1522, 1577 en 1703. In de 19e eeuw lag het in het Koninkrijk Hannover en vanaf 1866 in Pruisen, dat in 1871 deel werd van het Duitse Keizerrijk.
Gronau werd tijdens de Tweede Wereldoorlog enkele malen door de geallieerden gebombardeerd, maar de schade en het verlies aan mensenlevens bleven beperkt.
Van 1900 tot 1980, voor reizigersvervoer tot 1966, had Gronau (Leine) een station aan de kleine spoorlijn Bodenburg - Elze. In de 20e eeuw kende de plaats industrie van betekenis. Zie voor gegevens over voormalige mijnbouw en steengroeven ook de artikelen over de tot de gemeente behorende dorpen.

## Bezienswaardigheden
- In de in 1590 gebouwde Northolz'sche Burgmannshof is het stedelijke museum gevestigd. Het bezit, naast de voor een streekmuseum gebruikelijke collecties, een verzameling foto's uit de 19e eeuw van bovenregionale betekenis. Ook Duingen (thema: pottenbakkerij), Brüggen en Eime (beide: dorpsgeschiedenis) bezitten kleine musea.
- Het stadje Gronau aan de Leine heeft een schilderachtige oude stadskern met verscheidene oude vakwerkhuizen.
- In het centrum van Gronau staat de evangelisch-lutherse Mattheüskerk. Deze is in 1457 in gotische stijl gebouwd. In 1859 stond de kerk op instorten en werd toen ingrijpend gerenoveerd, zodat de facto van een neogotische kerk sprake is. De toren dateert gedeeltelijk nog uit het begin van de 14e eeuw. Binnen staat een altaarstuk uit 1420 met afbeeldingen van enige apostelen.
- De van buiten eenvoudige rooms-katholieke, in 1710 gebouwde, St. Jozefkerk, oorspronkelijk deel uitmakend van een klooster der dominicanen, heeft een rijk barok interieur.
- De oeverlandschappen langs de Leine zijn grotendeels (beperkt toegankelijke) natuurgebieden, waar zeldzame planten, insecten, vogels en vissen voorkomen. Hiertoe behoort o.a. het langgerekte natuurreservaat Leineaue zwischen Gronau und Burgstemmen, dat gedeeltelijk in twee aangrenzende gemeentes ligt. De gehele omgeving van Gronau biedt natuurschoon. Er zijn wandel- en fietsroutes uitgezet, ook in het omliggende, deels beboste heuvelland.
- Bij Brüggen staat het uit 1693 daterende Schloss Brüggen. De bekende Duitse tennisser baron Gottfried von Cramm behoorde in zijn jeugd tot de bewoners van dit kasteel. Kasteel en park zijn privé-bezit.
- De gemeente ligt in het Leinebergland, met wandel- en fietsmogelijkheden. Zie de artikelen over de in de gemeente Gronau gelegen Ortsteile.

## Afbeeldingen

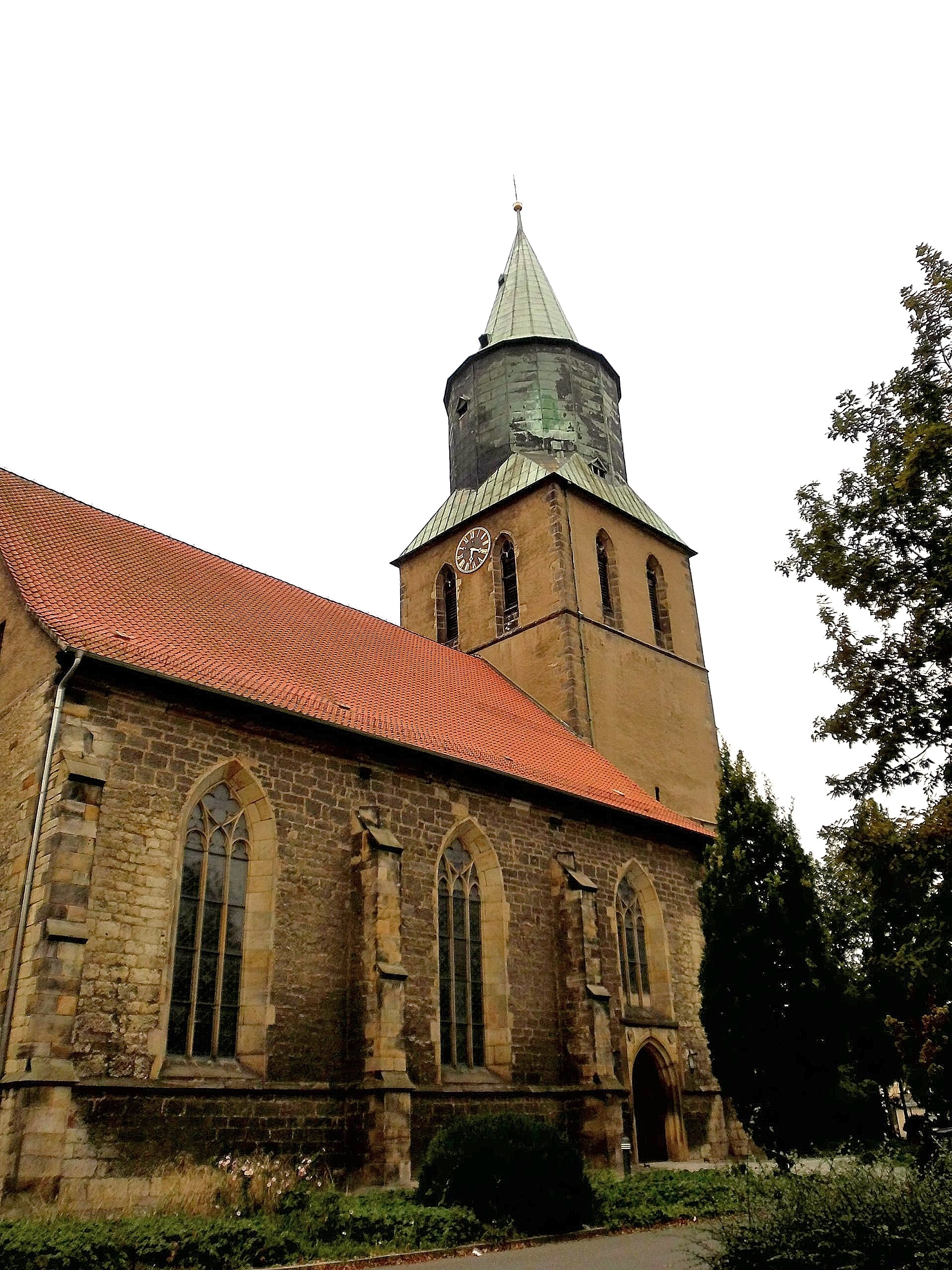
Evang.-lutherse St. Mattheüskerk, Gronau
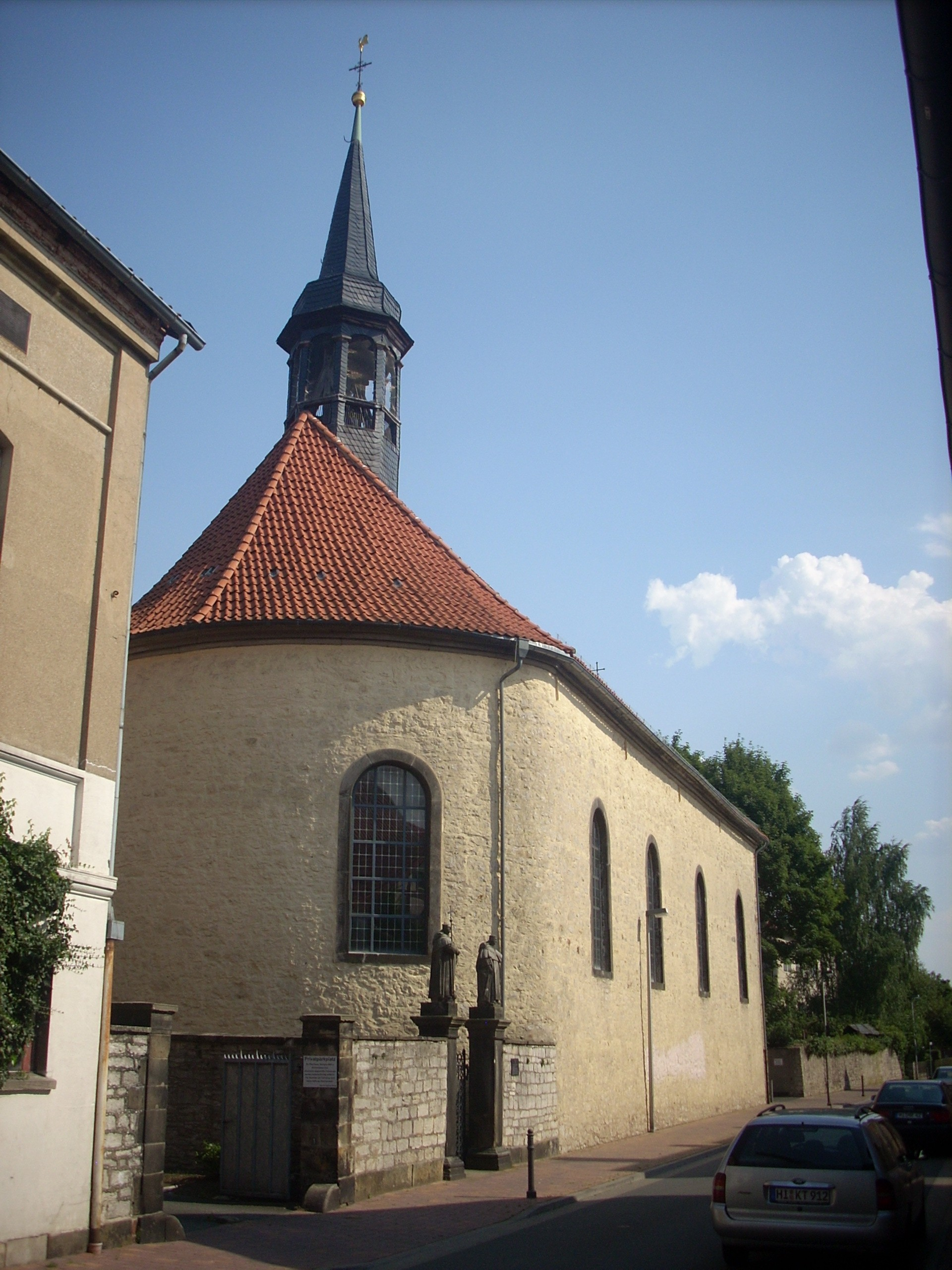
R.K. St. Jozefkerk, Gronau
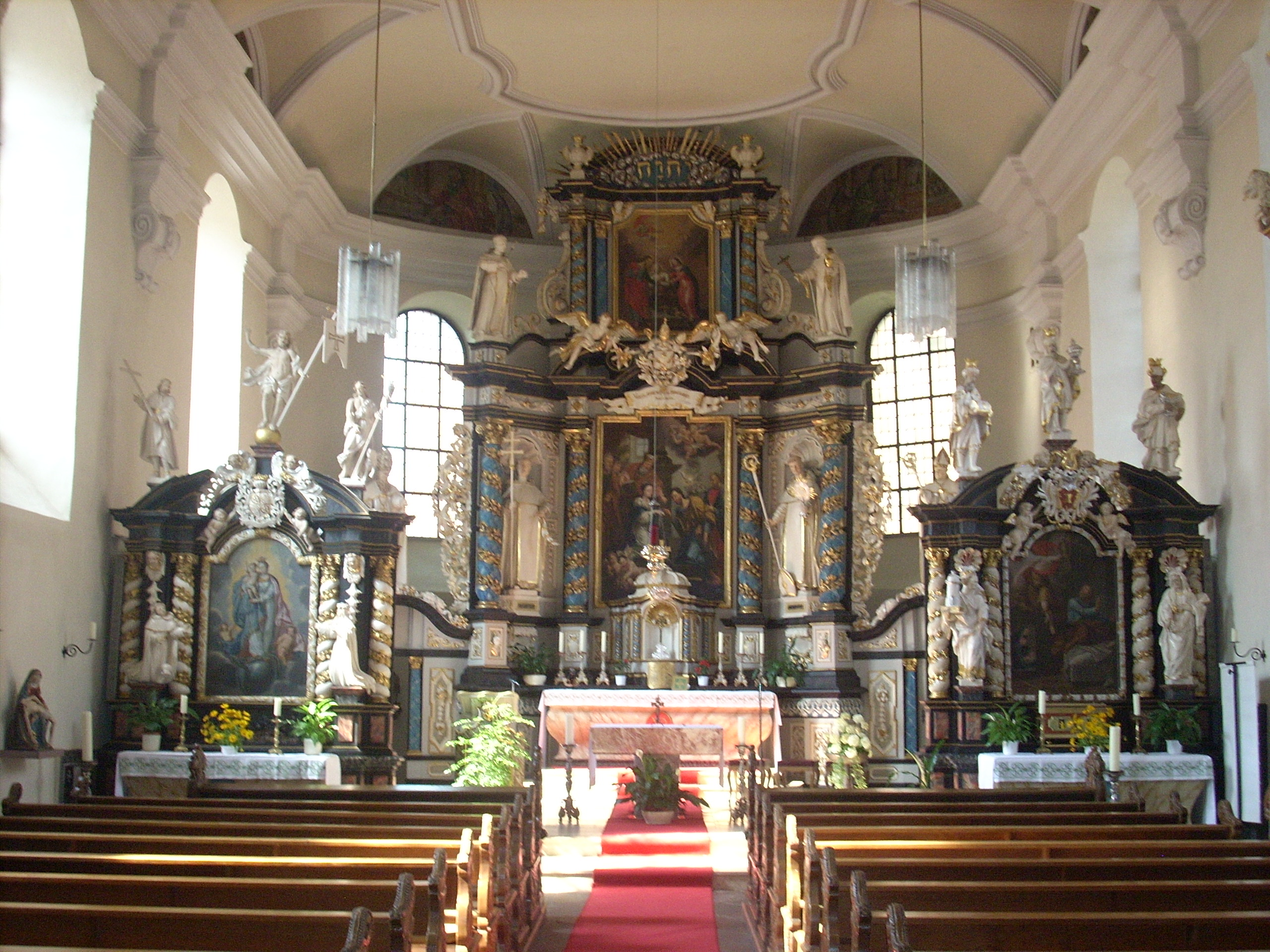
Interieur van deze kerk
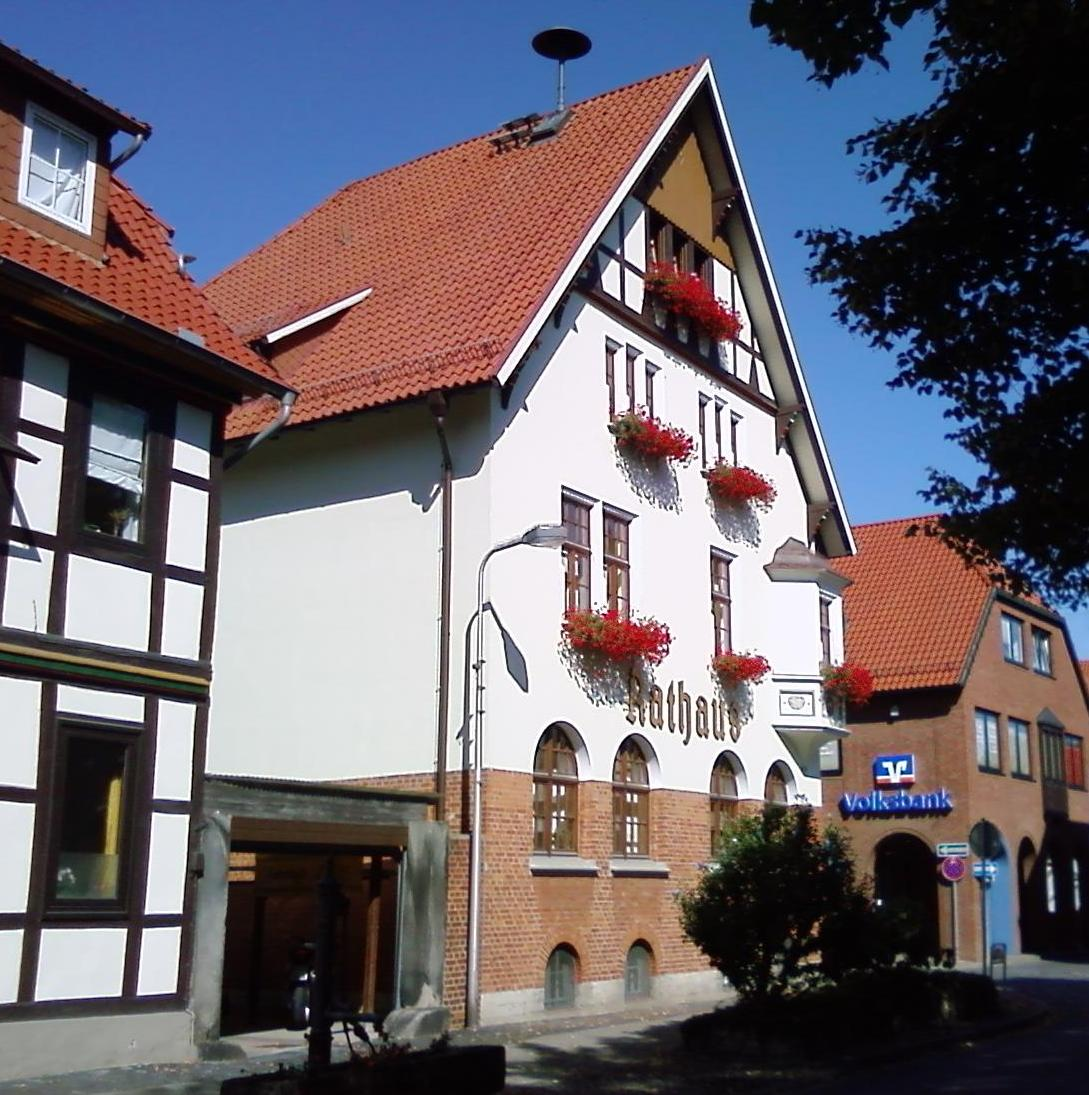
Het oude stadhuis (1)
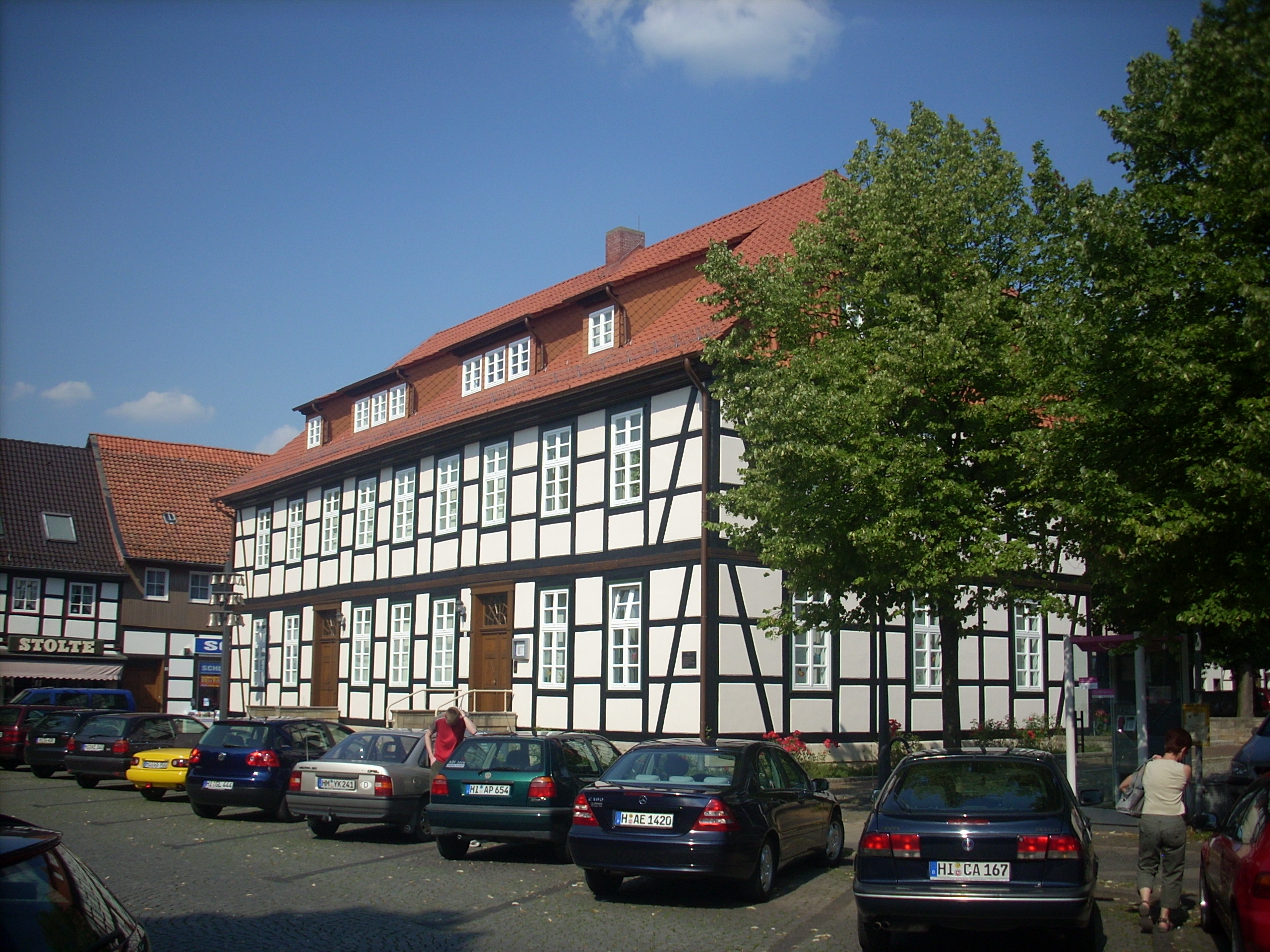
Het oude stadhuis (2)
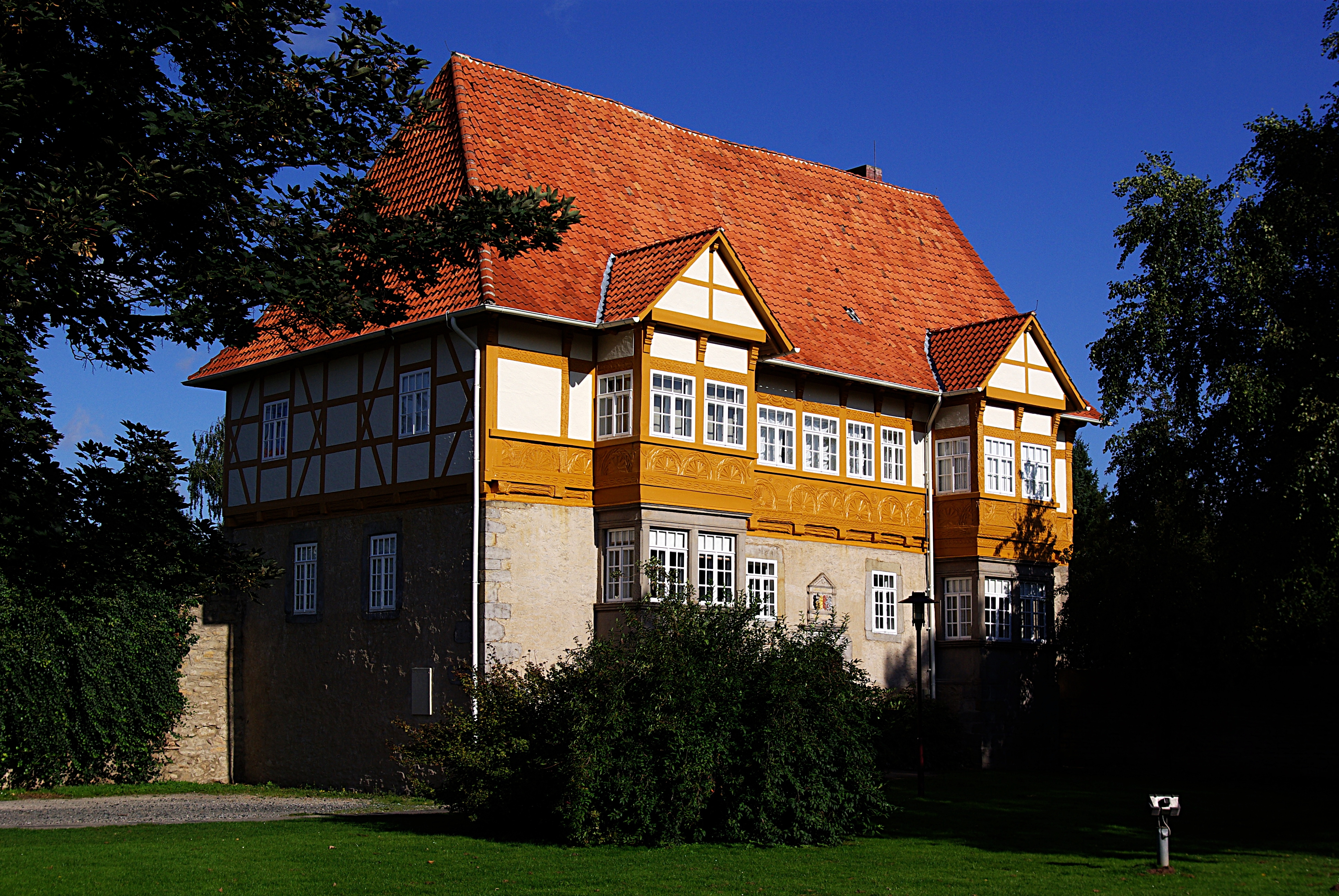
Gronau, gebouw uit 1590, waarin het stadsmuseum zetelt
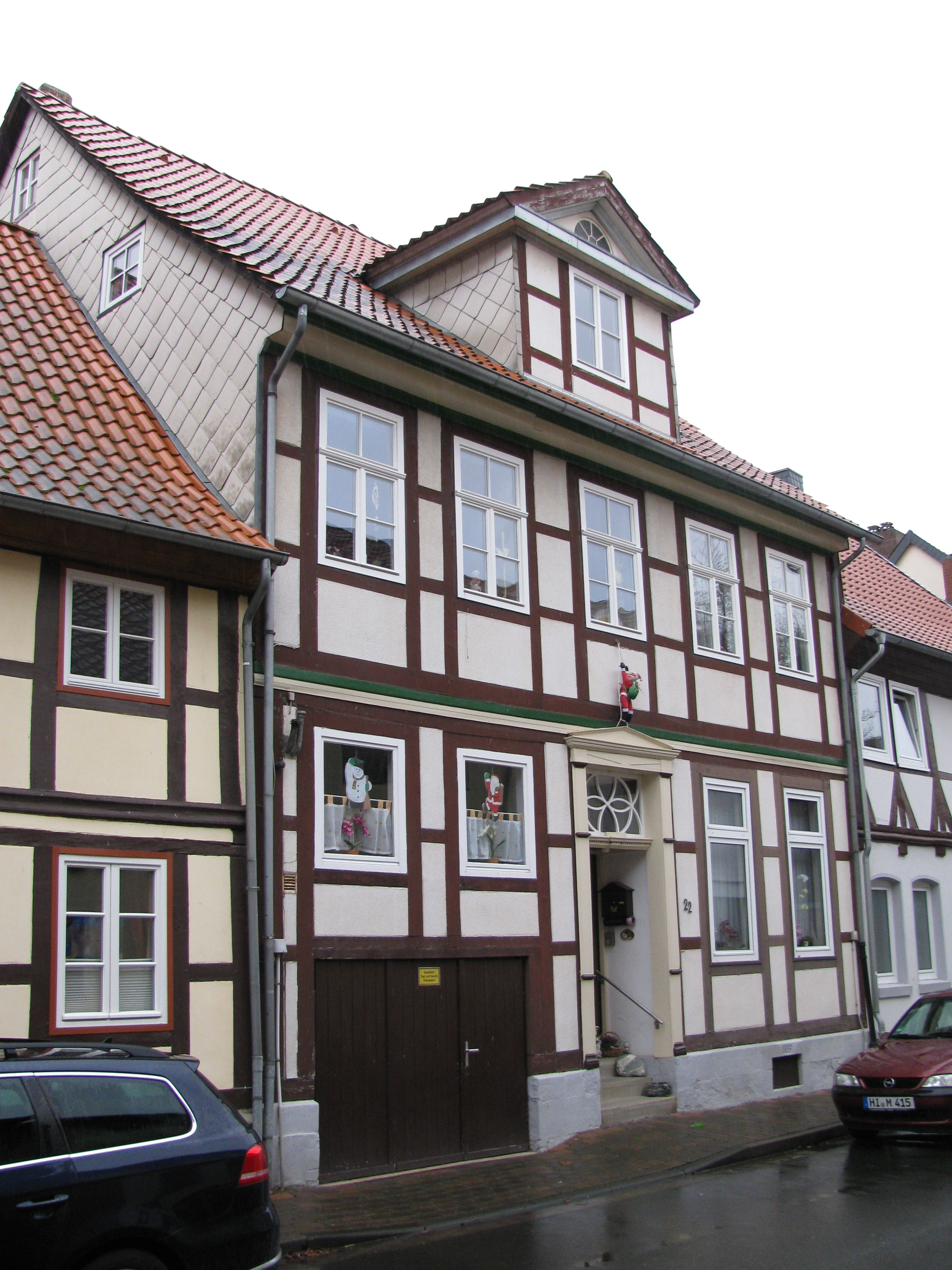
Eén der oude vakwerkhuizen aan de Südstraße te Gronau
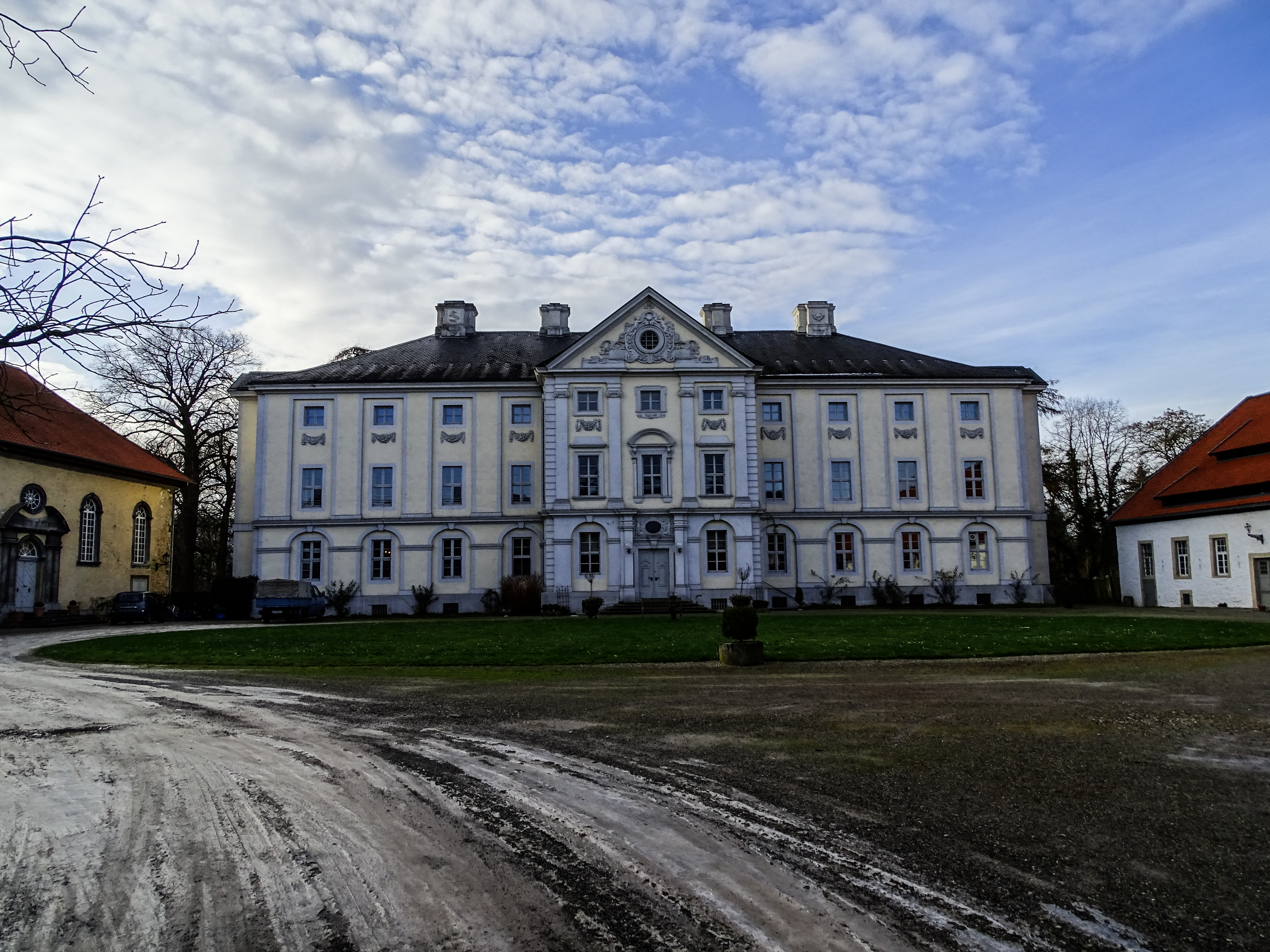
Kasteel Brüggen

## Partnergemeentes
Er bestaan met de volgende gemeentes jumelages (tenzij anders vermeld, uitgaande van het stadje Gronau (Leine) in engere zin):
- sedert 1974: Mézidon-Canon, Frankrijk
- sedert 1987: Honiton (East Devon), Engeland
- sedert 1996: Wermsdorf, voormalige DDR, deelstaat Saksen
- sedert 2002: Dovre, Noorwegen
- sedert 1992: Brécey, in het dal van het riviertje de Sée, in Frankrijk; uitgegaan van de plaats Banteln

Het Ortsteil Betheln onderhoudt contacten met Budleigh Salterton in Devon, Engeland. Dit betreft met name uitwisselingen op sportgebied.
- Gemeinsame Normdatei: 4094050-0
- MusicBrainz: ec760c84-47ab-4aef-9318-c256e62c2284
- Virtual International Authority File: 245006392
- WorldCat: E39PCjytYRpkbfttrj7XpcdQD3

Adenstedt ·
Alfeld (Leine) ·
Algermissen ·
Almstedt ·
Bad Salzdetfurth ·
Banteln ·
Betheln ·
Bockenem ·
Brüggen ·
Coppengrave ·
Despetal ·
Diekholzen ·
Duingen ·
Eberholzen ·
Eime ·
Elze ·
Everode ·
Freden (Leine) ·
Giesen ·
Gronau (Leine) ·
Harbarnsen ·
Harsum ·
Hildesheim ·
Holle ·
Hoyershausen ·
Lamspringe ·
Landwehr ·
Marienhagen ·
Neuhof ·
Nordstemmen ·
Rheden ·
Sarstedt ·
Schellerten ·
Sehlem ·
Sibbesse ·
Söhlde ·
Weenzen ·
Westfeld ·
Winzenburg ·
Woltershausen